# Ludvík Aust

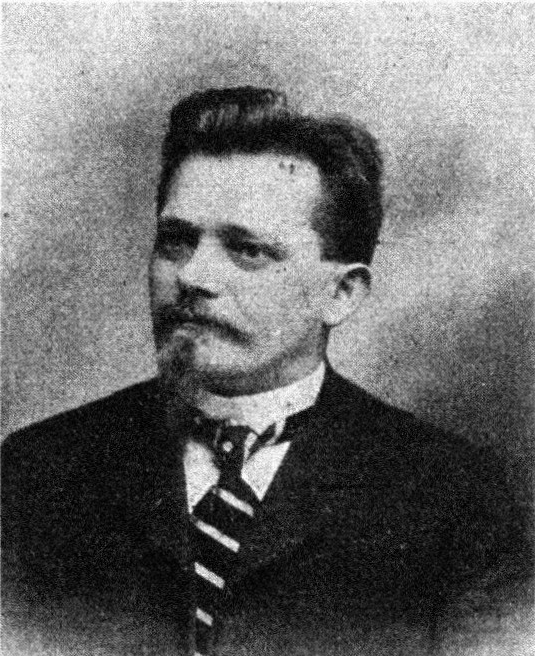
Ludvik Aust (vor 1908)

Ludvík Aust (* 18. August 1863 in Jungbunzlau, Bitschower Kreis; † 25. August 1924 in Slaný (Schlan), Okres Kladno, Tschechoslowakei) war ein österreichisch-tschechischer Schuhmachergeselle, Bezirkskrankenkassen-Verwalter und Politiker der Tschechoslowakischen Sozialdemokratischen Partei der Arbeiter. Er war Abgeordneter zum Österreichischen Abgeordnetenhaus.

## Leben
Aust wurde als Sohn des Schuhmachers Jan Aust geboren. Er besuchte die Volksschule sowie vier Klassen der Realschule in Jungbunzlau, bevor er eine Schuhmacherlehre absolvierte und in der Folge als Schuhmachergeselle in Jungbunzlau arbeitete. Im Jahr 1898 übersiedelte Aust nach Kladen, wo er ab 1900 als Rechnungsführer der Bezirkskrankenkasse arbeitete. 1907 übernahm er die Funktion des Verwalters, nach 1918 war er Direktor der Bezirkskrankenkasse Kladno. Ab 1920 fungierte er in Schlan ebenfalls als Direktor der Bezirkskrankenkasse. Aust engagierte sich verschiedenen Arbeitervereinen und -organisationen und war Vorsitzender der Baugenossenschaft in Kladno. Politisch war er als führender Funktionär der tschechischen Sozialdemokraten in Kladno aktiv, wobei er mehrfach wegen politischer Aktivitäten vorbestraft wurde. Er kandidierte bei der Reichsratswahl 1907 im Wahlbezirk Böhmen 19, wo er sich bereits im ersten Wahlgang mit rund 56 % der Stimmen durchsetzen konnte. Bei der Reichsratswahl 1911 konnte Aust sein Mandat mit rund 55 % ebenfalls im ersten Wahlgang erfolgreich verteidigen. Er gehörte dem Abgeordnetenhaus zwischen dem 17. Juni 1907 und dem 12. November 1918 an und war Mitglied des Klubs der böhmischen Sozialdemokraten, der ab November 1916 mit anderen Parteien im Tschechischen Verband zusammenarbeitete. Zudem wirkte Aust als Mitglied der tschechoslowakischen revolutionären Nationalversammlung.